# Isaak ben Salomo Sahula
Isaak ben Salomo (Avi) Sahula (hebräisch יִצְחָק בן שלמה בן סחולה) (* 1244 in Guadalajara im Königreich Kastilien, Spanien) war ein jüdischer Fabeldichter, Kabbalist und ethischer Schriftsteller des 13. Jahrhunderts. Er lebte unter der Herrschaft von König Alfons X. und war ein Bekannter von Mosche de Leon.

## Leben und Wirken
Über seine genaue Biographie ist nichts Detailliertes bekannt. Er lebte und arbeitete zumindest einen Teil seines Lebens in Kastilien und war ein Schüler von Rabbi
Mosche ben Schlomo ben Schimon aus Burgos.
Isaak Abi-Sahula war der ältere Bruder von Meir ben Solomon Abi-Sahula. 
Verbreitet war sein Meschal ha-Kadmoni (hebräisch משל הקדמוני, „Fabel der Vorzeit“). Diese Schrift wurde im 20. Jahrhundert von Chaim Schirmann wiederentdeckt. Zudem sind von ihm Kommentare zum Hohelied sowie zu einigen Psalmen erhalten.

## Textausgabe
- Meshal Haqadmoni: Fables from the distant past. A Parallel Hebrew–English Text. Herausgegeben und übersetzt von Raphael Loewe. Zwei Bände in der Reihe The Littman Library of Jewish Civilization. Magnes, Jerusalem 2004, ISBN 1-874774-56-0.